# Domba (Comores)
Pour les articles homonymes, voir Domba.
Domba est une commune de l'union des Comores située dans l'ile de la Grande Comore, dans la Préfecture de Mbadjini-Est. La commune comprend les localités suivantes : Bandamadji-Ladomba, Bandandaoueni, Tsinimoipanga, Oungoni et Pidjani.